# Peter von Mutius
Franz Leopold Gottfried Peter von Mutius (* 7. Dezember 1828 in Posen; † 10. Juli 1904 in Landeck) war ein preußischer Generalmajor.

## Leben

### Herkunft
Peter war ein Sohn des preußischen Generals der Kavallerie Louis von Mutius (1796–1866) und dessen Ehefrau Marie, geborene von Röder (1801–1872). Sein jüngster Bruder Wilhelm (1832–1918) avancierte zum preußischen Generalleutnant.

### Militärkarriere
Mutius besuchte die Kadettenhäuser in Wahlstatt und Berlin. Anschließend wurde er am 27. Mai 1845 als aggregierter Sekondeleutnant dem Garde-Jäger-Bataillon der Preußischen Armee überwiesen und Mitte April 1847 einrangiert. Er absolvierte zur weiteren Ausbildung ab Oktober 1852 für drei Jahre die Allgemeine Kriegsschule, wurde zwischenzeitlich in das Garde-Schützen-Bataillon versetzt und stieg bis Mitte September 1857 zum Hauptmann auf. Von Oktober 1857 bis Juli 1858 war er zum Kaiser Franz Grenadier-Regiment sowie im August/September 1858 als Kompanieführer beim I. Bataillon im 3. Garde-Landwehr-Regiment nach Görlitz kommandiert. Mitte Oktober erfolgte seine Ernennung zum Chef der 1. Kompanie. Bei der Mobilmachung anlässlich des Deutschen Krieges wurde Mutius kurzzeitig als Führer des I. Bataillons im 2. Garde-Grenadier-Landwehr-Regiment nach Hamm kommandiert. Unter Beförderung zum überzähligen Major erfolgt am 23. Mai 1866 seine Versetzung in das 7. Westfälische Infanterie-Regiment Nr. 56, mit dem er sich als Führer des Füsilier-Bataillons an den Schlachten bei Münchengrätz und Königgrätz beteiligte. Nach dem Friedensschluss wurde er Mitte September 1866 in das Regiment einrangiert und für sein Wirken mit dem Roten Adlerorden IV. Klasse mit Schwertern ausgezeichnet.
Ende März 1868 wurde Mutius Kommandeur des Füsilier-Bataillons, das er als Oberstleutnant im Krieg gegen Frankreich bei Vionville, Gravelotte, Noisseville, Le Mans sowie vor Metz führte. Zwischenzeitlich war er vom 22. Oktober bis zum 31. Dezember 1870 Führer des Ostfriesischen Infanterie-Regiments Nr. 78. Ausgezeichnet mit dem Eisernen Kreuz II. Klasse wurde er nach dem Frieden von Frankfurt am 2. November 1871 zum Kommandeur des 2. Westfälischen Infanterie-Regiments Nr. 15 (Prinz Friedrich der Niederlande) ernannt und Mitte Januar 1872 zum Oberst befördert. Unter Stellung à la suite seines Regiments beauftragte man ihn am 12. Dezember 1876 zunächst mit der Führung der 18. Infanterie-Brigade in Glogau und ernannte ihn am 2. Januar 1877 als Generalmajor zum Kommandeur dieses Großverbandes. In Genehmigung seines Abschiedsgesuches wurde Mutius am 13. Mai 1879 unter Verleihung des Roten Adlerordens II. Klasse mit Eichenlaub und Schwertern am Ringe mit Pension zur Disposition gestellt.

### Familie
Mutius verheiratete sich am 25. Januar 1872 in Amsterdam mit Johanna (Gerarda) Mathes (1851–1921). Aus der Ehe gingen die acht Kinder hervor:
- Franz (1872–1875)
- Paul Franz (1874–1906)
- Maximilian (1875–1915)
- Louis (1877–1914)
- Paul (1878–1940), Gutsbesitzer auf Graitschen in Thüringen, Regierungsrat ⚭ Ilse Freiin von Troschke
- Adele (1879–1959) ⚭ (Scheidung 1924) mit Ernst von Heydebrand und der Lasa (1884–1963), Reichsrichter i. R., Sohn des Georg von Heydebrand und der Lasa
- Erhard (1881–1970), Oberstleutnant ⚭ Anna Scharf (1893–1963)
- Annemarie (1885–1973)
- Wilhelm (1886–1917), preußischer Hauptmann ⚭ Hildegard Trapp von Ehrenschild